# Браво (футбольний клуб)
«Браво» (словен. Nogometni Klub Bravo) — словенський футбольний клуб зі столиці країни Любляни, заснований у 2006 році.

## Історія
Клуб «Браво» був утворений на початку 2006 року. З цього моменту команда брала участь в турнірах нижчих футбольних ліг чемпіонату Словенії, в так званій Словенської міжобщинній лізі, а як представник столичного регіону, в центральній зоні дивізіону «Любляна».
У 2010 році клуб почав співпрацювати з іншою столичною командою «Інтерблоком», іменитим і титулованим футбольним клубом словенської першості. Оскільки на той момент «Інтерблок», як і «Браво», виступав в системі регіональних ліг чемпіонату Словенії, в сезоні наступного року було вирішено об'єднати основні склади обох команд і під єдиною назвою «Браво Інтерблок» продовжити виступ в дивізіоні зони «Любляна». У лютому 2012 року власник клубу «Інтерблок», один з найбагатших людей Словенії Йозе Печечник, який покинув клуб після сезону 2011/12, мав намір об'єднати молодіжні склади команд під крилом клубу «Браво Публікум», але після різкого заперечення батьків гравців відмовився від цієї ідеї. Таким чином, «Браво» і «Інтерблок» продовжили самостійний виступ в системі регіональних футбольних ліг чемпіонату Словенії як два незалежних футбольних клубу. Примітний факт, що після невдалої спроби об'єднання клубів «Інтерблок» був змушений вийти зі складу учасників всіх змагань під егідою Федерації футболу Словенії, повернувшись в чемпіонат регіональної ліги лише в сезоні 2015/16.
У 2014 році «Браво» дебютував в Словенській регіональній лізі, четвертому за значущістю дивізіоні країни. У своєму першому ж сезоні в турнірі команда стала переможцем зони «Любляна», набравши 51 бал, на десять очок випередивши найближчого переслідувача.
В сезоні 2015/16 команду очікував новий дебют — цього разу в турнірі Третьої словенської ліги (третій дивізіон). Команда виступила досить успішно, набравши 58 очок за підсумками сезону, всього на один бал поступившись першою сходинкою іншому столичному колективу «Ілірія 1911», а разом з нею втратила шанс отримати путівку у другий дивізіон. Втім і переможець так і не отримав підвищення в класі, поступившись в плей-оф турніру клубу «Брежице 1919».
Не зумівши отримати просування у своєму першому сезоні, завдання виходу в дивізіон вище була відкладене на наступний рік. Протягом всього сезону 2016/17 в третій лізі «Браво» мав колосальну перевагу над усіма учасниками дивізіону, забивши у ворота суперників більше сотні м'ячів і лише в п'яти матчах турніру втративши очки (три нічиї та дві поразки). Підсумкова перевага над другою командою ліги «Ілірією 1911» склала п'ять балів.
Сезон 2017/18 «Браво» вперше у своїй історії провів у Другій словенській лігзі, другому за значущістю дивізіоні чемпіонату Словенії. У першому розіграші клуб зайняв високе шосте місце, а у другому взагалі став першим, завдяки чому 2019 року команда вперше у історії отримала шанс вийти до вищого словенського дивізіону.

## Досягнення
Кубок Словенії:
- Фіналіст (1): 2021-22